# Newbery Medal
Die Newbery Medal ist ein US-amerikanischer Literaturpreis, der  seit 1922 von der Association for Library Service to Children, einer Untergruppe der American Library Association, vergeben wird. Zusammen mit der Caldecott Medal ist dieser Preis der prestigeträchtigste Preis für Kinderliteratur in den USA. Der Preis ist nach John Newbery, einem Publizisten des 18. Jahrhunderts und Errichter der ersten Büchereien, benannt. Vor 2000 (Michael L. Printz Award) umfasste er sowohl Kinderbücher als auch Jugendbücher.
Es werden jedes Jahr ein Hauptpreis (Newbery Medal) und mehrere Ehrenauszeichnungen (Newbery Honor) verliehen.

## Preisträger

### 1922 bis 1949
- 1922: Hendrik Willem van Loon, The Story of Mankind (Die Geschichte der Menschheit)
- 1923: Hugh Lofting, The Voyages of Doctor Dolittle (Doktor Dolittles schwimmende Insel)
- 1924: Charles Hawes, The Dark Frigate (Die schwarze Fregatte)
- 1925: Charles Finger, Tales from Silver Lands
- 1926: Arthur Bowie Chrisman, Shen of the Sea
- 1927: Will James, Smoky the Cow Horse
- 1928: Dhan Gopal Mukerji, Gayneck, the Story of a Pigeon (Bunthals: Die Geschichte e. Taube)
- 1929: Eric P. Kelly, The Trumpeter of Krakow (Der Trompeter von Krakau: eine Geschichte aus dem Polen des 15. Jahrhunderts)
- 1930: Rachel Field, Hitty, Her First Hundred Years (Hitty: Wie aus einem Stück Ebereschenholz eine edle Puppe wurde ...)
- 1931: Elizabeth Coatsworth, The Cat Who Went to Heaven (Von der Katze, die in den Himmel kam)
- 1932: Laura Adams Armer, Waterless Mountain
- 1933: Elizabeth Foreman Lewis, Young Fu of the Upper Yangtze (Jung Fu wird Kupferschmied)
- 1934: Cornelia Meigs, Invincible Louisa (Louisa lässt sich nicht unterkriegen)
- 1935: Monica Shannon, Dobry
- 1936: Carol Ryrie Brink, Caddie Woodlawn (Kleines Mädchen, grosses Abenteuer Die Geschichte e. Siedlerkindes aus d. Pionierzeit Amerikas)
- 1937: Ruth Sawyer, Roller Skates
- 1938: Kate Seredy, The White Stag
- 1939: Elizabeth Enright, Thimble Summer (Garnets verwunschener Sommer)
- 1940: James Daugherty, Daniel Boone
- 1941: Armstrong Sperry, Call It Courage (Mut, Mafatu!, 1948; Allein gegen die Angst, 1986)
- 1942: Walter D. Edmonds, The Matchlock Gun
- 1943: Elizabeth Gray Vining, Adam of the Road (Adam der Spielmannssohn)
- 1944: Esther Forbes, Johnny Tremain (Johnny Tremain)
- 1945: Robert Lawson, Rabbit Hill (Glückliche Tage)
- 1946: Lois Lenski, Strawberry Girl (Kleines Mädel in Florida)
- 1947: Carolyn Sherwin Bailey, Miss Hickory
- 1948: William Pène du Bois, The Twenty-One Balloons (Die einundzwanzig Ballone)
- 1949: Marguerite Henry, King of the Wind (König des Windes)

### 1950 bis 1974
- 1950: Marguerite de Angeli, The Door in the Wall
- 1951: Elizabeth Yates, Amos Fortune, Free Man
- 1952: Eleanor Estes, Ginger Pye (Ein Hund namens Pumpel Pye)
- 1953: Ann Nolan Clark, Secret of the Andes (Das Geheimnis der Anden)
- 1954: Joseph Krumgold, And Now Miguel (Miguel oder Der grosse Augenblick)
- 1955: Meindert DeJong, The Wheel on the School (Das Rad auf der Schule)
- 1956: Jean Lee Latham, Carry On, Mr. Bowditch
- 1957: Virginia Sorensen, Miracles on Maple Hill (Die Wunder auf dem Ahornberg)
- 1958: Harold Keith, Rifles for Watie
- 1959: Elizabeth George Speare, The Witch of Blackbird Pond (Die Hexe vom Amselteich)
- 1960: Joseph Krumgold, Onion John (Mein Freund John)
- 1961: Scott O’Dell, Island of the Blue Dolphins (Insel der blauen Delphine)
- 1962: Elizabeth George Speare, The Bronze Bow (Der eherne Bogen)
- 1963: Madeleine L’Engle, A Wrinkle in Time (Die Zeitfalte)
- 1964: Emily Cheney Neville, It's Like This, Cat (Mein Kater und ich)
- 1965: Maia Wojciechowska, Shadow of a Bull (Der Sohn des Toreros)
- 1966: Elizabeth Borton de Treviño, I, Juan de Pareja (Der Freund des Malers)
- 1967: Irene Hunt, Up a Road Slowly (Unter den Birken)
- 1968: E. L. Konigsburg, From the Mixed-Up Files of Mrs. Basil E. Frankweiler (Merkwürdiges aus dem Frankweiler-Geheimarchiv, 1970; Das Frankweiler-Geheimarchiv: Abenteuer im Metropolitan Museum, 1974; Die heimlichen Museumsgäste, 2000)
- 1969: Lloyd Alexander, The High King (Taran und das Zauberschwert)
- 1970: William H. Armstrong, Sounder (Jagen mit Sounder)
- 1971: Betsy Byars, Summer of the Swans (Als die Schwäne kamen)
- 1972: Robert C. O’Brien, Mrs. Frisby and the Rats of NIMH (Frau Frisby und die Ratten von NIMH)
- 1973: Jean Craighead George, Julie of the Wolves (Julie von den Wölfen)
- 1974: Paula Fox, The Slave Dancer (Sklavenfracht für New Orleans)

### 1975 bis 1999
- 1975: Virginia Hamilton, M. C. Higgins, the Great (M. C. Higgins, der Grosse)
- 1976: Susan Cooper, The Grey King (Der graue König)
- 1977: Mildred Taylor, Roll of Thunder, Hear My Cry (Donnergrollen, hör mein Schrei'n)
- 1978: Katherine Paterson, Bridge to Terabithia (Die Brücke ins andere Land)
- 1979: Ellen Raskin, The Westing Game
- 1980: Joan Blos, A Gathering of Days: A New England Girl's Journal
- 1981: Katherine Paterson, Jacob Have I Loved (Aber Jakob habe ich geliebt)
- 1982: Nancy Willard, A Visit to William Blake's Inn
- 1983: Cynthia Voigt, Dicey's Song (Wir Tillermans sind so)
- 1984: Beverly Cleary, Dear Mr. Henshaw (Ruf doch an, Papa!)
- 1985: Robin McKinley, The Hero and the Crown (Die Heldenkrone)
- 1986: Patricia MacLachlan, Sarah, Plain and Tall (Ein Meer für Sarah)
- 1987: Sid Fleischman The Whipping Boy (Prinz Flegel)
- 1988: Russell Freedman, Lincoln: A Photobiography
- 1989: Paul Fleischman, Joyful Noise: Poems for Two Voices
- 1990: Lois Lowry, Number the Stars (Wer zählt die Sterne)
- 1991: Jerry Spinelli, Maniac Magee (East End, West End und dazwischen Maniac Magee)
- 1992: Phyllis Reynolds Naylor, Shiloh (Shiloh)
- 1993: Cynthia Rylant, Missing May (Auf immer, May)
- 1994: Lois Lowry, The Giver (Hüter der Erinnerung)
- 1995: Sharon Creech, Walk Two Moons (Salamancas Reise)
- 1996: Karen Cushman, The Midwife’s Apprentice (Alyce und keine andere)
- 1997: E. L. Konigsburg, The View from Saturday (Der Club der klugen Kinder)
- 1998: Karen Hesse, Out of the Dust
- 1999: Louis Sachar, Holes (Löcher. Die Geheimnisse von Green Lake)

### Seit 2000
Siehe auch Michael L. Printz Award: Jugendbuchpreis seit 2000.
- 2000: Christopher Paul Curtis, Bud, Not Buddy (Buddys Song)
- 2001: Richard Peck, A Year Down Yonder
- 2002: Linda Sue Park, A Single Shard
- 2003: Avi, Crispin: The Cross of Lead (Crispin. Ein Leben vogelfrei)
- 2004: Kate DiCamillo, The Tale of Despereaux (Despereaux)
- 2005: Cynthia Kadohata, Kira-Kira (Kira-Kira)
- 2006: Lynne Rae Perkins, Criss Cross
- 2007: Susan Patron, The Higher Power of Lucky
- 2008: Laura Amy Schlitz, Good Masters! Sweet Ladies! Voices from a Medieval Village
- 2009: Neil Gaiman, The Graveyard Book (Das Graveyard-Buch)
- 2010: Rebecca Stead, When You Reach Me (Du weißt, wo du mich findest)
- 2011: Clare Vanderpool, Moon Over Manifest
- 2012: Jack Gantos, Dead End in Norvelt
- 2013: Katherine Applegate, The One and Only Ivan (Der unvergleichliche Ivan)
- 2014: Kate DiCamillo, Flora & Ulysses: The Illuminated Adventures (Flora und Ulysses – Die fabelhaften Abenteuer)
- 2015: Kwame Alexander, The Crossover
- 2016: Matt de la Peña, Last Stop on Market Street
- 2017: Kelly Barnhill, The Girl Who Drank the Moon (Das Mädchen, das den Mond trank)
- 2018: Erin Entrada Kelly, Hello, Universe (Vier Wünsche ans Universum)
- 2019: Meg Medina, Merci Suárez Changes Gears
- 2020: Jerry Craft, New Kid (New Kid – Als wäre Schule nicht eh schon schwer genug)
- 2021: Tae Keller, When You Trap a Tiger (Wie man einen Tiger fängt)
- 2022: Donna Barba Higuera, The Last Cuentista (Die letzte Erzählerin)
- 2023: Amina Luqman-Dawson, Freewater
- 2024: Dave Eggers, The Eyes and the Impossible (Die Augen und das Unmögliche)